# Attalió
Attalió (en llatí Attalion, en grec antic Ἀτταλίων) va ser un metge grec que va escriure uns comentaris sobre els aforismes d'Hipòcrates, treball que s'ha perdut. La data en què va viure és incerta, ja que només es menciona en el prefaci dels comentaris sobre els Aforismes atribuït falsament a Oribasi, que va viure al segle iv.